# Dorrien Gardens
Het Dorrien Gardens (ook wel bekend als BCG Stadium) is een multifunctioneel stadion in West-Perth, een wijk van de stad Perth, in Australië. 
Het stadion wordt vooral gebruikt voor voetbalwedstrijden, de voetbalclubs Perth SC en Perth Glory maken gebruik van dit stadion. In het stadion is plaats voor 4.000 toeschouwers. Het stadion werd gebouwd tussen de jaren '50 en 1974.